# Hemisquillidae
Hemisquillidae is een familie van kreeftachtigen uit de klasse van de Malacostraca (Hogere kreeftachtigen).

## Geslacht
- Hemisquilla Hansen, 1895